# Federico Cantú

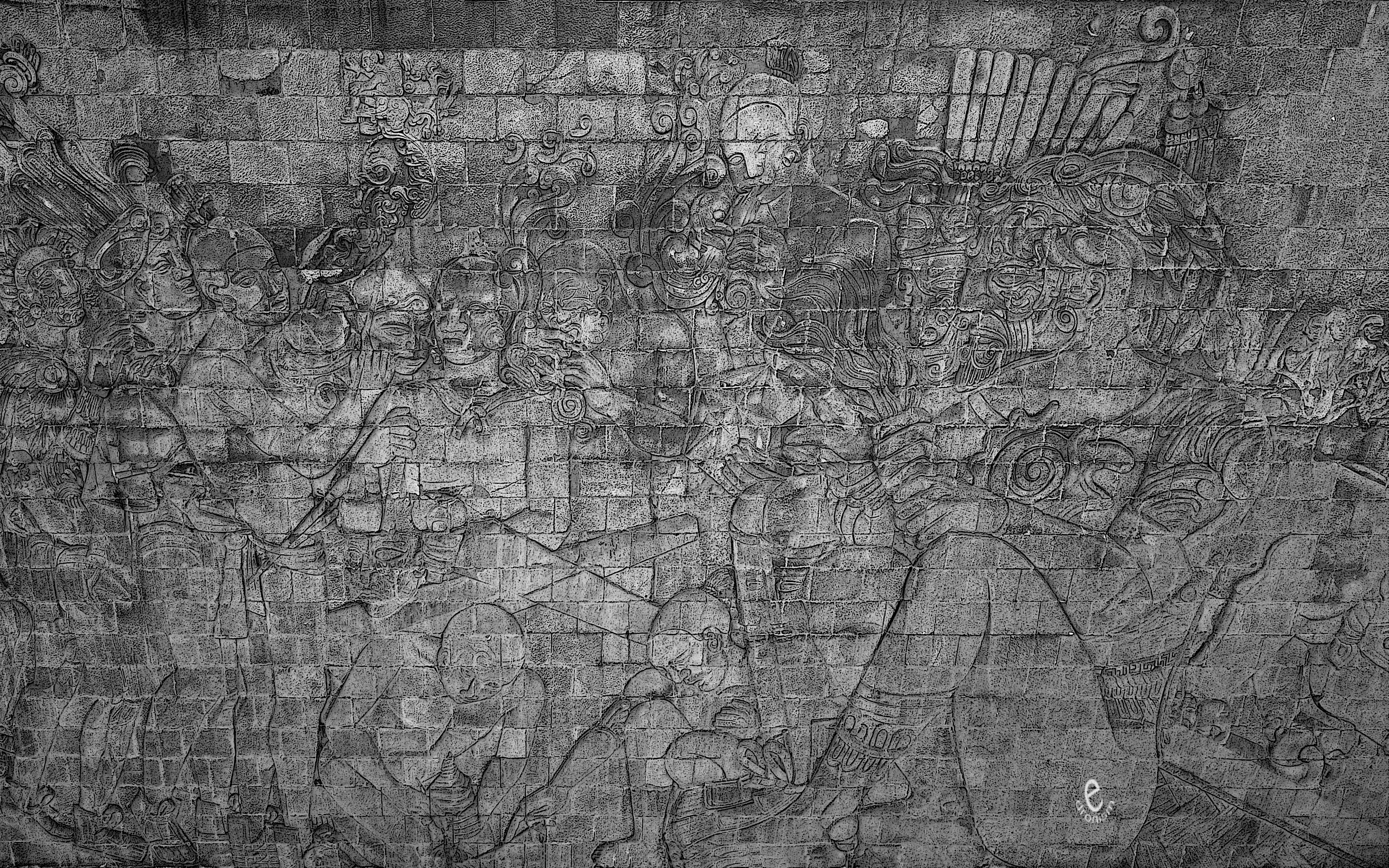
Las enseñanzas de Quetzalcoatl, bajo relieve de 1963 en el Centro Médico Nacional Siglo XXI. (Imagen Mejorada por e.dronism)

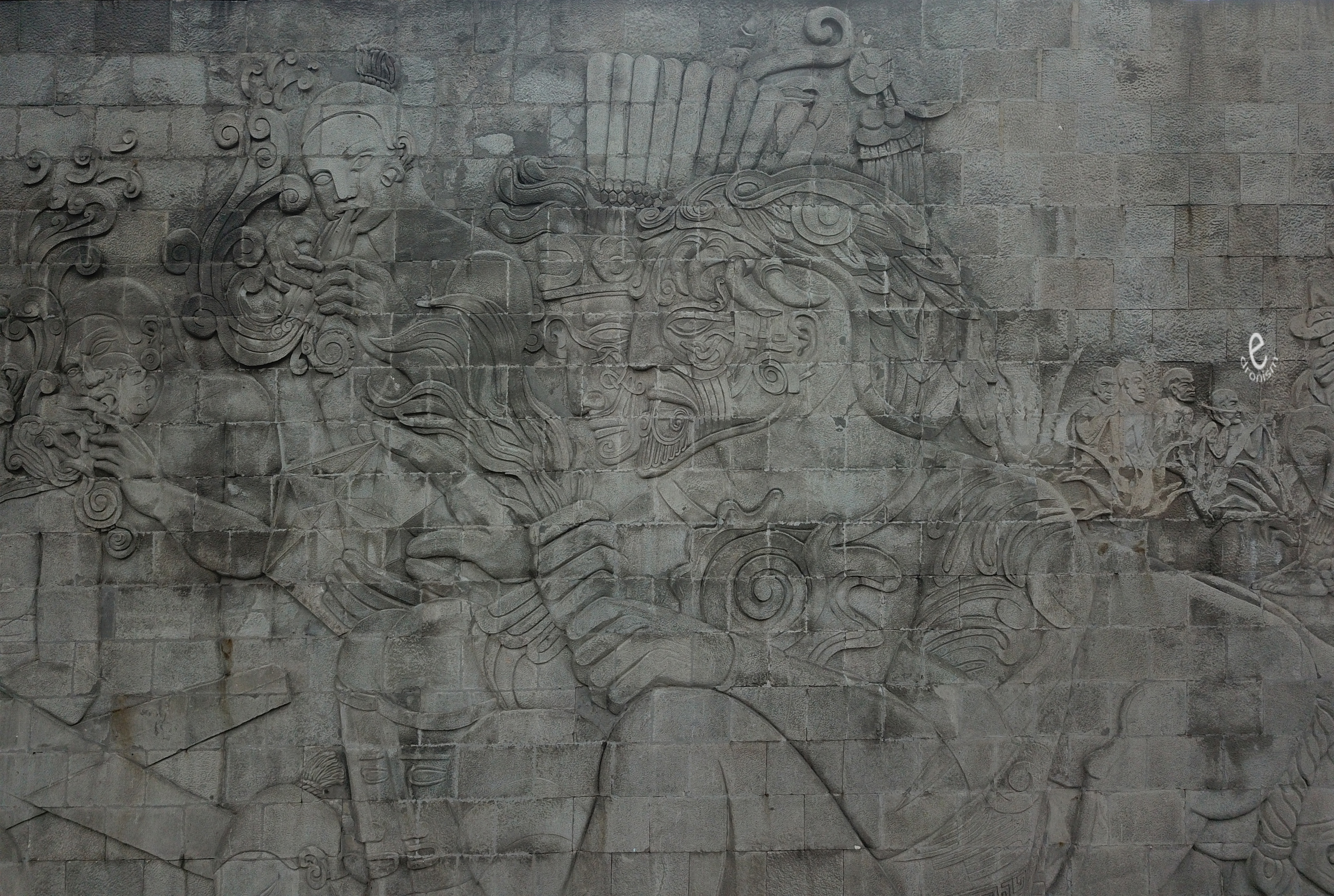
Detalle de Quetzalcoatl, el Dios Pájaro-Serpiente, dentro del alto relieve de "Las enseñanzas de Quetzalcoatl"

Federico Heraclio Cantú Garza (Cadereyta Jiménez, Nuevo León, 3 de marzo de 1907  - Ciudad de México, 29 de enero de 1989), conocido como Federico Cantú, fue un pintor, grabador, muralista y escultor mexicano.
Fue cofundador del Salón de la Plástica Mexicana y de la Escuela Nacional de Pintura, Escultura y Grabado "La Esmeralda". Demostró talento artístico desde sus primeros años, pintando de una manera realista desde su infancia y adolescencia Homenaje a Lord Byron 1929.

## Biografía
Federico Cantú Garza era el hijo del médico Adolfo Cantú Jáuregui y de su esposa, la escritora y poetisa María Luisa Garza, también conocida como "Loreley".
Desde que tenía 14 años de edad, Cantú estudió arte en Escuela de Pintura al Aire Libre de Coyoacán, entre 1922 y 1924, junto con Alfredo Ramos Martínez.[cita requerida]
Viajó a Europa y a los Estados Unidos desde 1924 hasta mediados de 1930. Durante este tiempo, vivió en la Rue Delambre en Montparnasse de 1924 a 1934. Sus obras se expusieron en el Parque de la Exposición Museo de Los Ángeles, California, en 1929, y su esposa Luz Fabila pasó sus años académicos con Frida Kahlo desde 1922 hasta 1924. Cantú entabló una estrecha amistad con André Breton, Mateo Hernández, Lino Enea Spilimbergo, Renato Leduc, Antonin Artaud, José Moreno Villa, Jean-Emile Puiforcat y Luis Cardoza y Aragón.
En 1934 la Galería de Arte Mexicano mostró sus obras como uno de los tres grandes muralistas mexicanos, Diego Rivera, José Clemente Orozco y David Alfaro Siqueiros, así como los de Jean Charlot, Roberto Montenegro, Rufino Tamayo, Jesús Guerrero Galván y él. Cantú se unió a la galería de arte «Perls» que había sido recientemente inaugurada en Nueva York en 1940.
Se convirtió en un favorito de la coleccionista de arte estadounidense MacKinley Helm, quien comenzó a adquirir sus dibujos y pinturas, y las exhibió en el Museo Metropolitano, el Museo de Santa Bárbara, Museo de Arte Moderno de Nueva York y el Filadelfia Museum.
A partir de 1943 enseñó en «La Esmeralda». Después de 1949 fue profesor en la Universidad de California. A partir de 1951 se dedicó principalmente a pintar murales en casas particulares. En 1960 empezó a producir relieves y realizó la escultura emblemática del Instituto Mexicano del Seguro Social (IMSS) y la Lotería Nacional. Creó su último monumento en la Universidad Autónoma de Nuevo León, un monumento a Alfonso Reyes Ochoa, en 1988 y Porfirio Barba Jacob.

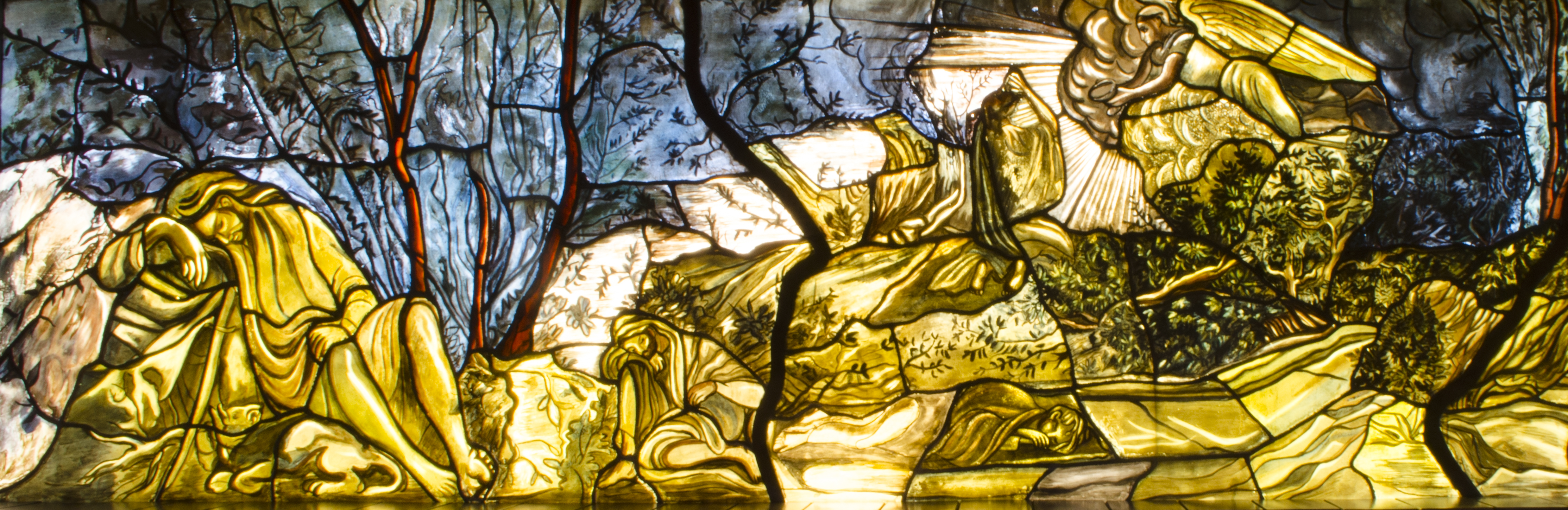
Vitral El Huerto de Getsemaní (1957) en la capilla del Seminario Mexicano de Misiones Extranjeras

Sus murales adornan los monumentos, edificios públicos y universidades. Su mural El flechador del sol (1961) tiene una superficie total de 650 metros cuadrados. También es el autor del mural de la Universidad Autónoma de Nuevo León (UANL), la Capilla Central del Seminario Mexicano de Misiones Extranjeras en Tlalpan, el Museo Regional de Morelia, la Pinacoteca Virreinal, el Instituto Mexicano del Seguro Social, Ceres en el Museo de Linares en Nuevo León y otros. Sus obras se han expuesto en galerías notables, por ejemplo, en la Tate Gallery y en las Galerías de Perls, así como en los museos MAM de Arte, el Museo Amparo, el Museo de Chicago, el Museo MUNE, el Museo de Historia, la Pinacoteca de Nuevo León y los Museos Vaticanos.[cita requerida]